# 가와무라 가호
가와무라 가호(일본어: 河村 果歩, 2007년 6월 17일~)는 일본의 여성 아이돌이자, 패션 모델이며, SUPER☆GiRLS의 멤버로 활동 중이다.